# Agha Beghi (esposa de Sad Vaccas)
Agha Beghi fou una princesa timúrida, filla de Miran Xah i esposa principal de Sad Vaccas, notable per un fet que va protagonitzar el 1415, extraordinari en un temps en què les dones comptaven molt poc.
Quan el seu marit, governador de Qom, va fer defecció i se'n va anar al campament de Kara Yusuf dels kara koyunlu, aquest el va rebre molt bé i va enviar a Qom a Akhi Fereji, fill de Bistam Jagir, per portar a les esposes del príncep per reunir-se amb aquest.
Aleshores Agha Beghi va considerar que les esposes no havien d'anar amb els turcmans i va armar als servidors i quan Akhi Feriji i els seus homes van arribar, els van atacar i els van massacrar així com a Timur Xaikh, Kotluk Khoja i Xaikh Ali Zendeh considerats els instigadors de la defecció del príncep. Els seus caps foren enviats a l'emperador junt amb un relat dels fets. Xah Rukh va dir que si les dones actuessin totes així serien superiors als homes.